# Itocyclops yezoensis
Itocyclops yezoensis är en kräftdjursart som först beskrevs av Ito 1954.  Itocyclops yezoensis ingår i släktet Itocyclops och familjen Cyclopidae. Inga underarter finns listade i Catalogue of Life.